# Chris Mullin
 (février 2023).
Pour les articles homonymes, voir Mullin.
Christopher Paul Mullin, connu sous le nom de Chris Mullin (né le 30 juillet 1963 à New York) est un joueur américain de basket-ball.
Mullin est connu pour la qualité de son tir extérieur. Il joue 16 saisons en NBA pour une moyenne de 18,2 points par match. Après avoir surmonté de graves problèmes personnels et de nombreux incidents physiques, il s'impose comme un des plus grands joueurs de l’histoire des Warriors de Golden State.

## Biographie
Reconnu comme un des joueurs universitaires les plus performants du pays lors de ses deux dernières années à l’université de St John, Chris Mullin joue et gagne les Jeux olympiques d'été de 1984 et reçoit en 1985 le John R. Wooden Award, trophée décerné au meilleur joueur universitaire de l’année. Il se présente alors à la draft et est sélectionné par les Warriors de Golden State en 7e position.
Rapidement, Chris Mullin est considéré comme un joueur complet, inspirant (peut-être également à cause de la couleur de sa peau) d’inévitables comparaisons avec Larry Bird, alors à l’orée de sa formidable carrière. Bien qu’il manque l’ensemble des camps d’entraînement des débutants et les six premiers matches de la saison, Mullin finit par se mettre d’accord avec les Warriors sur le contenu de son contrat. Le soir de sa signature, il joue 24 minutes et marque le panier de la victoire à 15 secondes de la fin du match. Il termine sa saison de rookie avec une moyenne de 14 points par match et le deuxième meilleur pourcentage de réussite au lancers-francs de la ligue, marque qui est également la deuxième performance de tous les temps pour un débutant derrière celle établie par Ernie DiGregorio en 1973-1974.
Mullin est à la hauteur des espoirs placés en lui mais les Warriors affichent un bilan décevant avec un total de 52 défaites. Malgré le départ de l'entraîneur George Karl au début de la saison suivante et l’accession des Warriors au second tour des playoffs, l’ambiance au sein de la franchise est assez mauvaise. Des années plus tard Mullin aura d’ailleurs cette phrase « c’était comme une famille, une famille qui ne tournait pas rond ». Originaire de New York, Mullin ne connaissait pas grand-chose du monde en dehors du gymnase de St John et de son quartier de Brooklyn. Isolé et relativement malheureux en Californie, il sombre dans l’alcool. C’est son nouvel entraîneur Don Nelson qui va le convaincre de traiter ses problèmes de boisson. Il passe alors 48 jours en cure de désintoxication alcoolique et revient transfiguré sur les parquets. Il termine la saison avec une ligne de statistiques impressionnante : 20,2 points, 4,8 passes et 3,4 rebonds de moyenne par match.
Durant la saison 1988-1989, le joueur que les Warriors ont drafté 3 ans plus tôt émerge enfin. Mullin tourne aux moyennes de 26,5 points (5e total de la ligue), 5,9 rebonds et 5,1 passes. Il est nommé dans la deuxième équipe type de la NBA et devient le 3e joueur de l’histoire des Warriors après Wilt Chamberlain et Rick Barry à compiler 2000 points, 400 rebonds et 400 passes la même saison. Mullin compose avec Mitch Richmond le duo le plus efficace de la NBA, inscrivant à eux deux 48,6 points par match. Ils forment alors la plus jeune paire à mener les classements depuis Kareem Abdul-Jabbar et Bob Dandridge avec les Bucks de Milwaukee en 1971-1972. Chris Mullin réalise également le premier triple-double (plus de 10 points, 10 rebonds et 10 passes) de sa carrière lors d’un match contre les Clippers de Los Angeles. 4e de la Division Pacifique, les Warriors infligent une correction au Jazz de l'Utah au premier tour des playoffs (3 à 0) avant de tomber face aux Suns de Phoenix en cinq manches. Au cours de ces huit matches, Mullin marque une moyenne de 29,4 points à 54 % de réussite.
Golden State n’atteint pas les playoffs la saison suivante mais en 1990, l’équipe entre dans ce qui est la meilleure période de Mullin en Californie. En compagnie du jeune Tim Hardaway et de Mitch Richmond, Mullin forme sous les ordres de Don Nelson le trio le plus prolifique de la NBA. Ils sont surnommés le « Run-TMC » (Tim, Mitch et Chris) en écho à l’un des groupes pionniers du rap américain Run DMC. Les Warriors commencent la saison par une victoire 162 à 158 et sortent les Spurs de San Antonio au premier tour des playoffs avant de tomber face à la meilleure équipe de l’Ouest, les Lakers de Los Angeles.
Mullin continue de progresser et est nommé dans l’équipe type de la NBA en 1991-1992. Il termine 6e au classement du meilleur joueur de la ligue et affiche encore des statistiques impressionnantes en étant le 3e meilleur marqueur avec 25,6 points par match. Il rejoint Chamberlain dans le club des joueurs de la franchise ayant marqué 25 points ou plus durant quatre saisons d’affilée et finit l’année dans le top 10 de l’histoire du club dans 16 catégories différentes.
Chris Mullin qui est devenu un athlète accompli depuis sa cure, mène la ligue au total de temps passé sur les parquets pour la seconde année consécutive. Il fait également sa 4e apparition au All-Star Game. Richmond est remplacé par la star lituanienne Šarūnas Marčiulionis, et l’équipe affiche un bilan de 55 victoires pour 27 défaites. Bien qu’éliminés au premier tour des playoffs par les Supersonics de Seattle, les Warriors semblent sur le bon chemin et Mullin est appelé pour être membre de la Dream Team aux côtés de Michael Jordan, Magic Johnson et Larry Bird, en route pour décrocher l’or olympique à Barcelone.
En 1992-1993, Mullin connait des problèmes physiques et doit réduire sa saison à 46 matches. L’équipe ne gagne que 34 parties. Seule la saison 1993-1994 présente un bilan positif sous la houlette du rookie Chris Webber qui quitte précipitamment les Warriors à la suite d'une dispute avec Don Nelson. Mullin est finalement échangé contre Erick Dampier en 1997 aux Pacers de l'Indiana, entrainés par Larry Bird.
Il joue 3 saisons pour les Pacers, menant la ligue en 1997-1998 aux lancers francs (93,9 %), et établissant la 3e marque à 3 points (44 %). En 1999-2000, Mullin porte ce pourcentage à 46,5 %. Il termine sa carrière à Indiana avec 3 apparitions lors de la série finale de 2000 perdue contre les Lakers de Los Angeles, avant de retourner pour une ultime saison chez les Warriors. Il raccroche au printemps 2001 après 16 saisons sur les parquets.
À l’orée de la saison 2002-2003, les Warriors font appel à lui pour devenir entraîneur adjoint.
Le 19 mars 2012, les Warriors de Golden State, son ancien club, retirent son mythique numéro #17.
Le 31 mars 2015 il rejoint son ancienne université de St. John's à New York en tant qu'entraîneur, c'est sa première expérience en tant qu'entraîneur.

## Clubs successifs
- 1985-1997 : Warriors de Golden State.
- 1997-2000 : Pacers de l'Indiana.
- 2000-2001 : Warriors de Golden State.

Statistiques en carrière : 18,2 points / 3,5 passes / 4,1 rebonds/ 1,6 interception et 0,6 contre en 986 matches de saison régulière (+ 71 en playoffs).

## Palmarès

### Universitaire
- USBWA men's player of the year award en 1985.
- John R. Wooden Award en 1985.

### En sélection nationale
- Médaille d'or aux Jeux olympiques d'été de 1984 et aux Jeux olympiques d'été de 1992.

### En franchise
- Finales NBA en 2000 contre les Lakers de Los Angeles avec les Pacers de l'Indiana.
- Champion de la Conférence Est en 2000 avec les Pacers de l'Indiana.
- Champion de la Division Centrale en 1999 et 2000 avec les Pacers de l'Indiana.

### Distinctions personnelles
- All-NBA First Team en 1992.
- All-NBA Second Team en 1989 et 1991.
- All-NBA Third Team en 1990.
- 5 sélections au NBA All-Star Game en 1989, 1990, 1991, 1992, et 1993 (blessé en 1993).
- Joueur du mois de la NBA lors des mois de janvier 1989 et de novembre 1990.
- Joueur le plus adroit aux lancers francs lors de la saison NBA 1997-1998 à 93,9 % de réussite.
- Joueur ayant joué le plus de minutes lors de la saison NBA 1990-1991 (3315 minutes), et lors de la saison NBA 1991-1992 (3346 minutes).
- Joueur ayant joué le plus de temps en moyenne par match lors de la saison NBA 1990-1991 (40,43 minutes), et lors de la saison NBA 1991-1992 (41,31 minutes).
- Élu au Naismith Memorial Hall Of Fame en 2011.
- Son maillot, le no 17, a été retiré par les Warriors de Golden State.

## Statistiques
gras = ses meilleures performances

### Universitaires
Statistiques en université de Chris Mullin
| Saison    | Équipe     | Matchs | Titul. | Min./m | % Tir | % LF | Rbds/m. | Pass/m. | Int/m. | Ctr/m. | Pts/m. |
| --------- | ---------- | ------ | ------ | ------ | ----- | ---- | ------- | ------- | ------ | ------ | ------ |
| 1981-1982 | Saint John | 30     | 30     | 35,4   | 53,4  | 79,1 | 3,2     | 3,1     | 1,4    | 0,2    | 16,6   |
| 1982-1983 | Saint John | 33     | 33     | 36,7   | 57,7  | 87,8 | 3,7     | 3,1     | 1,2    | 0,2    | 19,1   |
| 1983-1984 | Saint John | 27     | 27     | 39,6   | 57,1  | 90,4 | 4,4     | 4,0     | 2,1    | 0,4    | 22,9   |
| 1984-1985 | Saint John | 35     | 35     | 37,9   | 52,1  | 82,4 | 4,8     | 4,3     | 2,1    | 0,5    | 19,8   |
| Carrière  | Carrière   | 125    | 125    | 37,3   | 55,0  | 84,8 | 4,1     | 3,6     | 1,7    | 0,3    | 19,5   |

### Professionnelles

#### Saison régulière
Légende :
| Meilleur joueur de cette catégorie statistique de la saison |

gras = ses meilleures performances
Statistiques en saison régulière de Chris Mullin
| Saison        | Équipe        | Matchs | Titul. | Min./m | % Tir | % 3pts | % LF | Rbds/m. | Pass/m. | Int/m. | Ctr/m. | Pts/m. |
| ------------- | ------------- | ------ | ------ | ------ | ----- | ------ | ---- | ------- | ------- | ------ | ------ | ------ |
| 1985-1986     | Golden State  | 55     | 30     | 25,3   | 46,3  | 18,5   | 89,6 | 2,1     | 1,9     | 1,3    | 0,4    | 14,0   |
| 1986-1987     | Golden State  | 82     | 82     | 29,0   | 51,4  | 30,2   | 82,5 | 2,2     | 3,2     | 1,2    | 0,4    | 15,1   |
| 1987-1988     | Golden State  | 60     | 55     | 33,9   | 50,8  | 35,1   | 88,5 | 3,4     | 4,8     | 1,9    | 0,5    | 20,2   |
| 1988-1989     | Golden State  | 82     | 82     | 37,7   | 50,9  | 23,0   | 89,2 | 5,9     | 5,1     | 2,1    | 0,5    | 26,5   |
| 1989-1990     | Golden State  | 78     | 78     | 36,3   | 53,6  | 37,2   | 88,9 | 5,9     | 4,1     | 1,6    | 0,6    | 25,1   |
| 1990-1991     | Golden State  | 82     | 82     | 40,4   | 53,6  | 30,1   | 88,4 | 5,4     | 4,0     | 2,1    | 0,8    | 25,7   |
| 1991-1992     | Golden State  | 81     | 81     | 41,3   | 52,4  | 36,6   | 83,3 | 5,6     | 3,5     | 2,1    | 0,8    | 25,6   |
| 1992-1993     | Golden State  | 46     | 46     | 41,3   | 51,0  | 45,1   | 81,0 | 5,0     | 3,6     | 1,5    | 0,9    | 25,9   |
| 1993-1994     | Golden State  | 62     | 39     | 37,5   | 47,2  | 36,4   | 75,3 | 5,6     | 5,1     | 1,7    | 0,9    | 16,8   |
| 1994-1995     | Golden State  | 25     | 23     | 35,6   | 48,9  | 45,2   | 87,9 | 4,6     | 5,0     | 1,5    | 0,8    | 19,0   |
| 1995-1996     | Golden State  | 55     | 19     | 29,4   | 49,9  | 39,3   | 85,6 | 2,9     | 3,5     | 1,4    | 0,6    | 13,3   |
| 1996-1997     | Golden State  | 79     | 63     | 34,6   | 55,3  | 41,1   | 86,4 | 4,0     | 4,1     | 1,6    | 0,4    | 14,5   |
| 1997-1998     | Indiana       | 82     | 82     | 26,5   | 48,1  | 44,0   | 93,9 | 3,0     | 2,3     | 1,2    | 0,5    | 11,3   |
| 1998-1999*    | Indiana       | 50     | 50     | 23,6   | 47,7  | 46,5   | 87,0 | 3,2     | 1,6     | 0,9    | 0,3    | 10,1   |
| 1999-2000     | Indiana       | 47     | 2      | 12,4   | 42,8  | 40,9   | 90,2 | 1,6     | 0,8     | 0,6    | 0,2    | 5,1    |
| 2000-2001     | Golden State  | 20     | 8      | 18,7   | 34,0  | 36,5   | 85,7 | 2,1     | 1,0     | 0,8    | 0,5    | 5,8    |
| Carrière      | Carrière      | 986    | 822    | 32,6   | 50,9  | 38,4   | 86,5 | 4,1     | 3,5     | 1,6    | 0,6    | 18,2   |
| All-Star Game | All-Star Game | 4      | 2      | 19,5   | 50,0  | 100,0  | 87,5 | 2,0     | 2,0     | 1,0    | 0,3    | 8,3    |

Note: La saison 1998-1999 a été réduite à 50 matchs en raison d'un lock-out.
Dernière modification le 24 février 2025

#### Playoffs
Légende :
| Meilleur joueur de cette catégorie statistique de la saison |

Statistiques en playoffs de Chris Mullin
| Saison   | Équipe       | Matchs | Titul. | Min./m | % Tir | % 3pts | % LF | Rbds/m. | Pass/m. | Int/m. | Ctr/m. | Pts/m. |
| -------- | ------------ | ------ | ------ | ------ | ----- | ------ | ---- | ------- | ------- | ------ | ------ | ------ |
| 1987     | Golden State | 10     | 10     | 26,2   | 50,0  | 75,0   | 75,0 | 1,5     | 2,3     | 0,9    | 0,2    | 11,3   |
| 1989     | Golden State | 8      | 8      | 42,6   | 54,0  | 12,5   | 86,6 | 5,9     | 4,5     | 1,8    | 1,4    | 29,4   |
| 1991     | Golden State | 8      | 8      | 45,8   | 52,7  | 69,2   | 86,0 | 7,3     | 2,9     | 1,9    | 1,5    | 23,8   |
| 1992     | Golden State | 4      | 4      | 42,0   | 42,9  | 33,3   | 92,9 | 3,0     | 3,0     | 1,3    | 0,5    | 17,8   |
| 1994     | Golden State | 3      | 3      | 45,0   | 58,8  | 50,0   | 90,9 | 4,7     | 3,7     | 0,0    | 1,7    | 25,3   |
| 1998     | Indiana      | 16     | 16     | 25,8   | 46,0  | 38,5   | 85,7 | 3,6     | 1,4     | 0,9    | 0,6    | 8,9    |
| 1999     | Indiana      | 13     | 13     | 21,8   | 41,0  | 40,0   | 87,0 | 1,5     | 1,2     | 0,8    | 0,2    | 9,5    |
| 2000     | Indiana      | 9      | 1      | 10,0   | 47,6  | 25,0   | 81,8 | 1,6     | 0,6     | 0,7    | 0,1    | 3,4    |
| Carrière | Carrière     | 71     | 63     | 29,0   | 49,5  | 40,9   | 85,9 | 3,3     | 2,1     | 1,0    | 0,6    | 13,8   |

## Pour approfondir
- Notices d'autorité :   - VIAF
  - ISNI
  - BnF (données)
  - LCCN
  - GND
  - Pays-Bas
  - Pologne
  - Israël
  - NUKAT
  - Norvège
  - Tchéquie
  - WorldCat
- Ressources relatives au sport :   - Basketball Hall of Fame
  - Basketball Reference (joueurs de la NBA)
  - Basketball Reference (joueurs hors-NBA)
  - The Draft Review
  - Eurobasket (joueurs)
  - Eurobasket (entraîneurs)
  - FIBA
  - FIBA Archive
  - Munzinger
  - National Basketball Association
  - National Collegiate Basketball Hall of Fame
  - NCAA Statistics
  - Olympedia
  - Proballers
  - RealGM
  - SRCBB (entraîneurs)
  - SRCBB (joueurs)

- Liste des meilleurs marqueurs en NBA en carrière.
- Liste des meilleurs intercepteurs en NBA en carrière.